# The War at Home
The War at Home är en amerikansk sitcom-serie. Serien började sändas i USA år 2005 slutades sändas 2007.

## Handling
Serien handlar om en familj på fem personer i en förort. Dave säljer försäkringar, är jude och säger vad han tänker. Dave är gift med Vicky. Vicky är en attraktiv kvinna som arbetar som inredare. Vicky är jordnära, intelligent och får ofta ordna upp det som Dave och barnen ställer till med. Tillsammans har Vicky och Dave tre barn; Hillary, Larry och Mike.
Hillary är typisk 16-åring som vill ha frihet och självständighet. Vidare har hon lätt att ställa till uppträden och är rebellisk. Larry är en töntig 15-åring. Han är omogen, blyg och passar inte in i samhället. Vidare har Larry lätt för att flippa ut och han har en kompis som heter Kenny. Kenny är homosexuell och hemligt förälskad i Larry, vilket Larry inte vet om. Vicky och Dave har en till son, Mike. Mike är tretton år, cool och framåt, men det stoppas av hans ålder.

## Figurer
- Michael Rapaport - Dave Gold
- Anita Barone - Vicky Gold
- Kyle Sullivan - Larry Gold
- Kaylee DeFer - Hillary Gold
- Dean Collins - Mike Gold
- Rami Malek - Kenny